# Torfou (Maine-et-Loire)
Torfou ist eine Ortschaft und eine Commune déléguée in der französischen Gemeinde Sèvremoine mit 2.189 Einwohnern (Stand 1. Januar 2022) im Département Maine-et-Loire in der Region Pays de la Loire. Die Einwohner werden Torfousien(ne)s genannt.

## Geografie
Der Ort Torfou liegt etwa 17 Kilometer westsüdwestlich von Cholet in der Landschaft Mauges. Die Verkehrserschließung erfolgt durch die frühere Route nationale 149 (heutige D949/D149).

## Geschichte
Am 19. September 1793 kam es hier zur Schlacht (Schlacht von Torfou oder Schlacht von Tiffauges) der republikanischen Truppen gegen die Aufständischen der Vendée, die zahlenmäßig überlegen den Sieg davontrugen.
Mit Wirkung vom 15. Dezember 2015 wurden die Gemeinden Le Longeron, Montfaucon-Montigné, La Renaudière, Roussay, Saint-André-de-la-Marche, Saint-Crespin-sur-Moine, Saint-Germain-sur-Moine, Saint-Macaire-en-Mauges, Tillières sowie Torfou zu einer Commune nouvelle mit dem Namen Sèvremoine zusammengelegt. Die Gemeinde Torfou gehörte zum Arrondissement Cholet sowie zum Kanton Saint-Macaire-en-Mauges.

## Bevölkerungsentwicklung
| Jahr                       | 1962 | 1968 | 1975 | 1982 | 1990 | 1999 | 2006 | 2012 |
| Einwohner                  | 2093 | 2077 | 1920 | 1981 | 1958 | 1923 | 2053 | 2124 |
| Quellen: Cassini und INSEE |      |      |      |      |      |      |      |      |

## Sehenswürdigkeiten
- Megalith Pierre Tournisse
- Römerstraße an der Sèvre Nantaise
- Kirche Saint-Martin, wiedererrichtet im 19. Jahrhundert
- Schloss Le Couboureau, im 19. Jahrhundert errichtet
- Erinnerungssäule aus dem Jahre 1826 an die Schlacht bei Torfou 1793

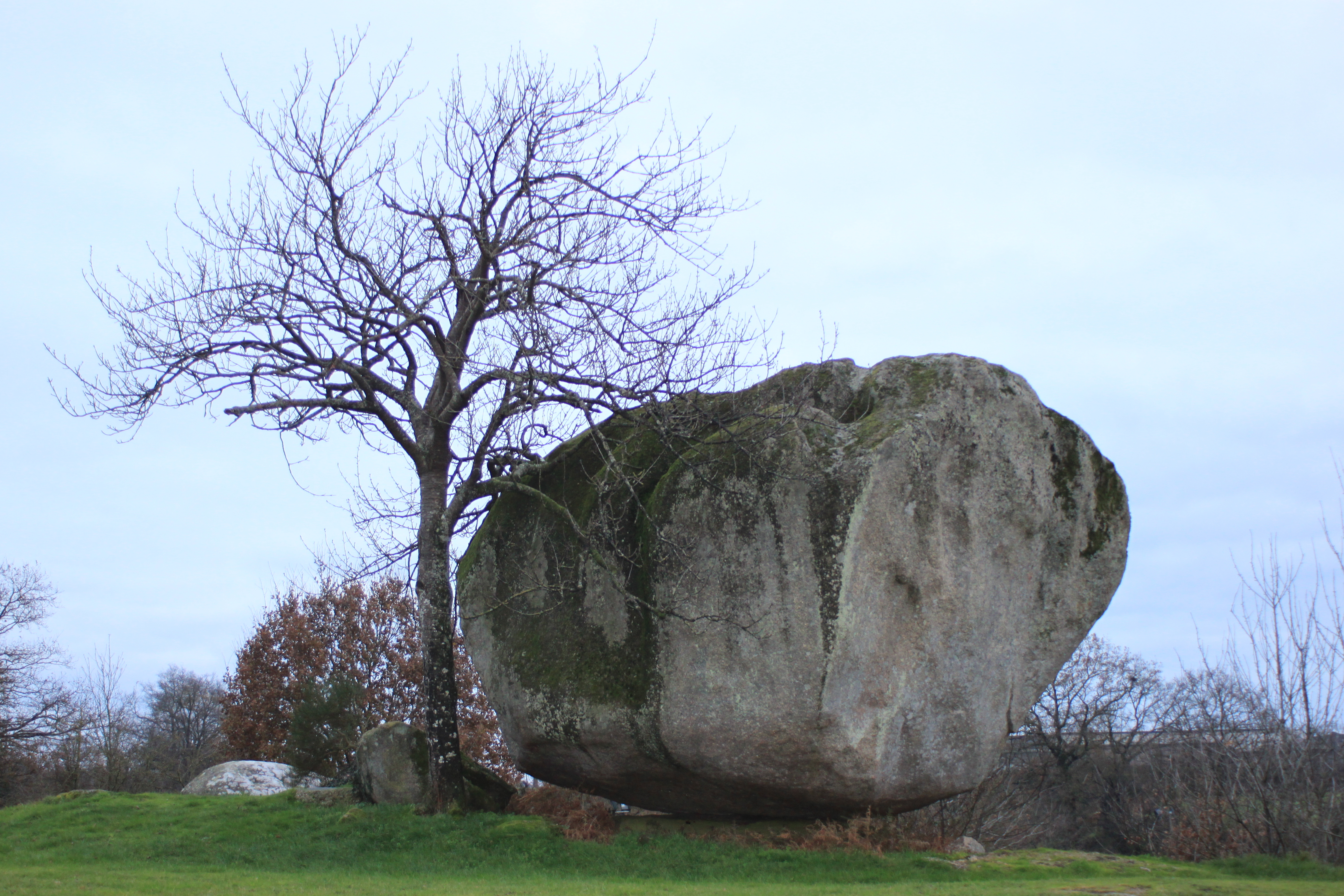
Megalith Pierre Tournisse
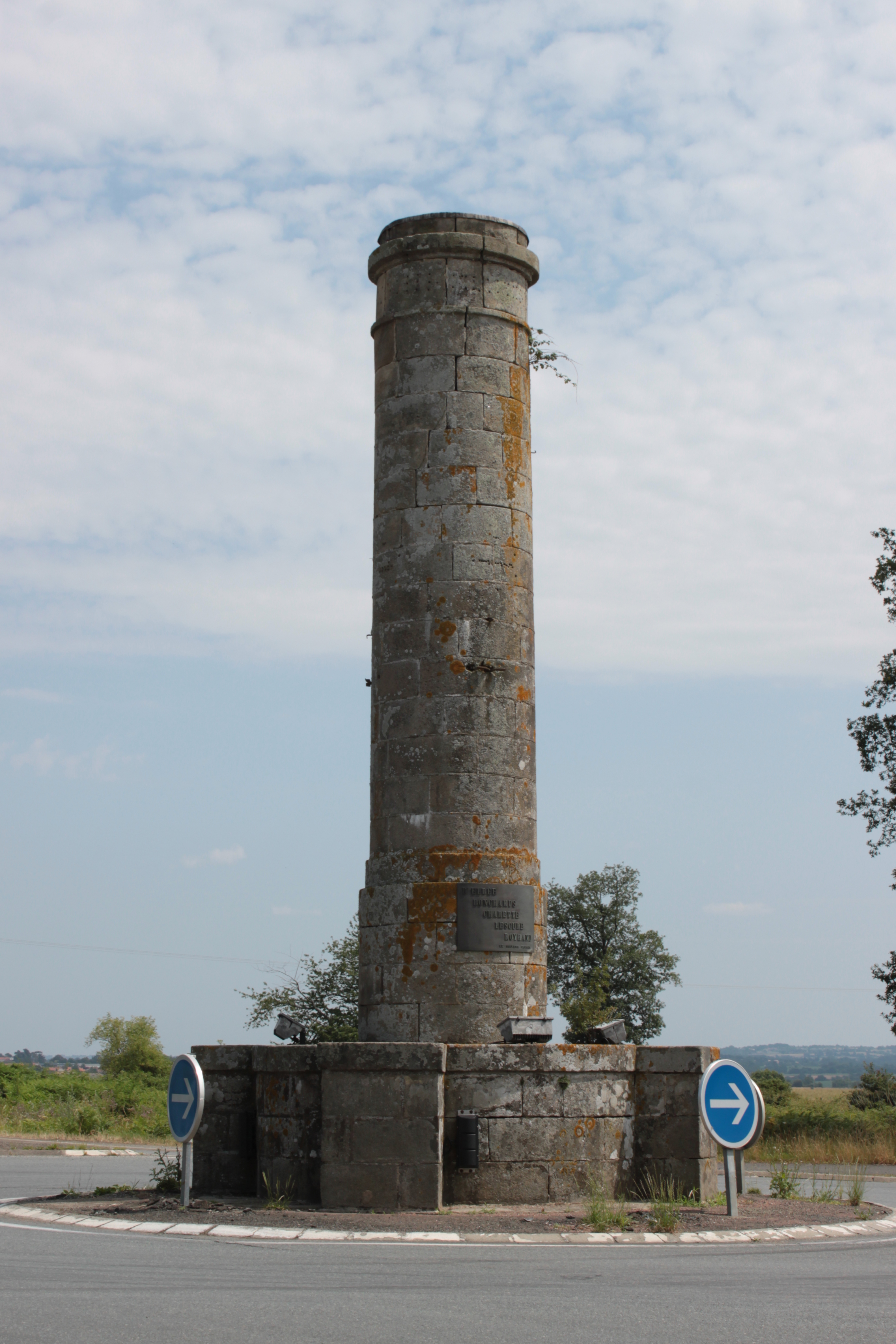
Erinnerungssäule an die Schlacht bei Torfou